# Hugh Upton Richards
Hugh Upton Richards, britanski general, * 1894, † 1983.